# 田部美術館

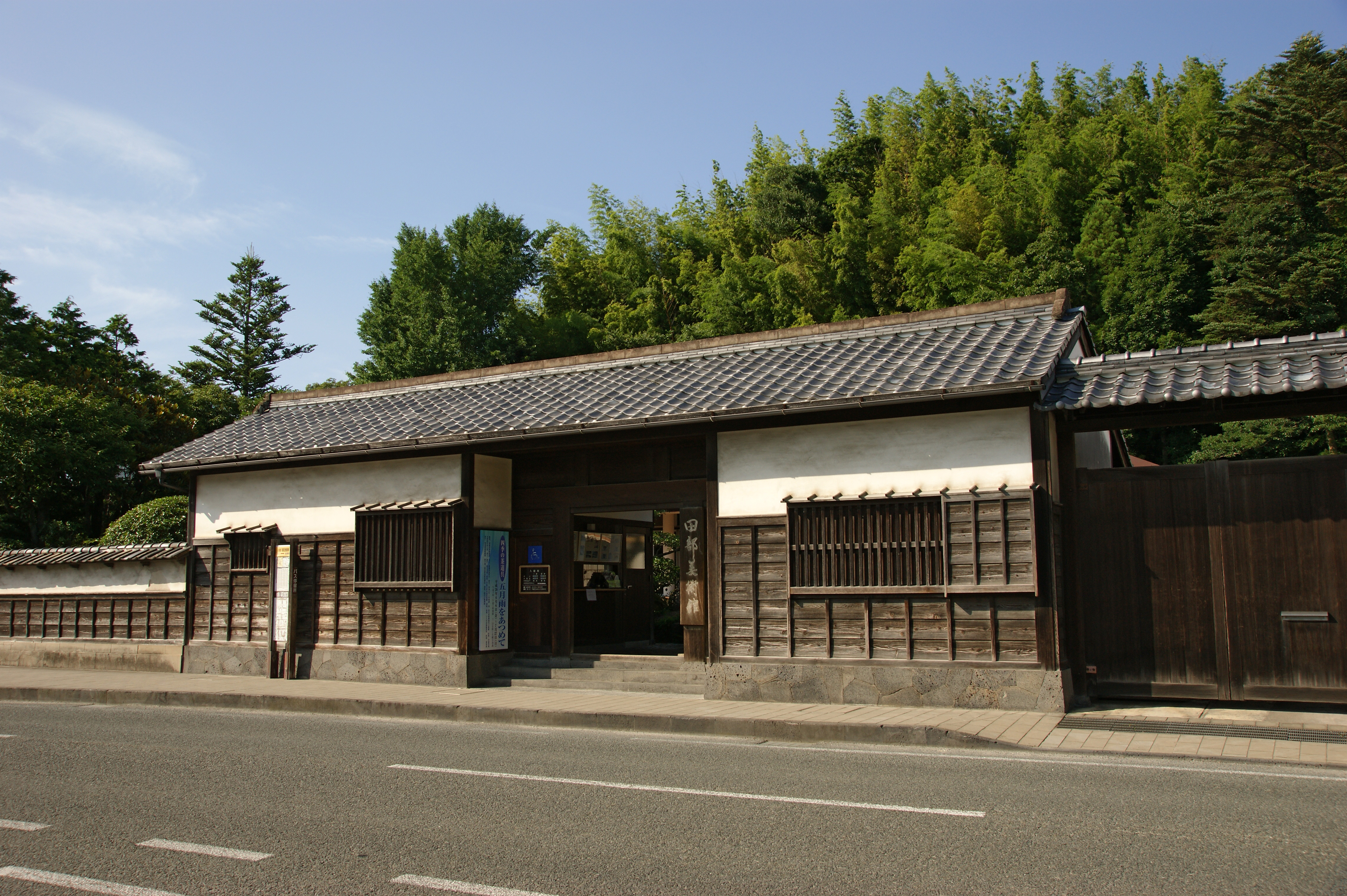
遠景。建築物大部分位於地下

田部美術館（日语：たなべびじゅつかん）是位於日本島根縣松江市的一座企業博物館，開業於1979年11月3日，由公益財團法人田部美術館運營。這座美術館的設立者是前島根縣知事田部長右衛門，主要收藏田部家收藏的茶道關聯美術品。

## 外部連結
- 公益財団法人 田部美術館 （页面存档备份，存于）